# 世界銀行チーフエコノミスト
世界銀行チーフエコノミスト（せかいぎんこうチーフエコノミスト、World Bank Chief Economist）は、正式名称を世界銀行上級副総裁経済開発チーフエコノミスト（Senior Vice President, Development Economics, and Chief Economist）といい、世界銀行の副総裁にあたる役職で、国際経済において最も影響力のあるポストのひとつである。世界銀行チーフエコノミストは、世界的、地域的、国家的、それぞれのレベルで、世界銀行の開発戦略と経済調査のアジェンダ全般を経済学的見地から牽引する立場にある。また、上級管理チームのメンバーとして、世界銀行と世界銀行総裁の経済問題の調整に関して助言を行う。
現職の世界銀行チーフエコノミストは、インド出身のインダーミット・ギル。

## 歴代チーフエコノミスト
| 代       | 氏名 | 氏名                                          | 在任期間           |
| -------- | ---- | --------------------------------------------- | ------------------ |
| 1        |      | ホリス・チェネリー Hollis Chenery             | 1972年 - 1982年    |
| 2        |      | アン・クルーガー Anne Krueger                 | 1982年 - 1986年    |
| 3        |      | スタンレー・フィッシャー Stanley Fischer      | 1988年 - 1990年    |
| 4        |      | ローレンス・サマーズ Lawrence Summers         | 1991年 - 1993年    |
| 5        |      | マイケル・ブルーノ Michael Bruno              | 1993年 - 1996年    |
| 6        |      | ジョセフ・スティグリッツ Joseph Stiglitz      | 1997年 - 2000年    |
| 7        |      | ニコラス・スターン Nicholas Stern             | 2000年 - 2003年    |
| 8        |      | フランソワ・ブルギニョン Francois Bourguignon | 2003年 - 2007年    |
| 9        |      | 林毅夫 Justin Yifu Lin                        | 2008年 - 2012年    |
| （代行） |      | マーティン・ラヴァリオン Martin Ravallion     | 2012年6月          |
| 10       |      | カウシィク・バス Kaushik Basu                 | 2012年6月 - 2016年 |
| 11       |      | ポール・ローマー Paul Romer                   | 2016年 - 2018年    |
| （代行） |      | シャンタ・デバラジャン Shanta Devarajan       | 2018年             |
| 12       |      | ペニー・ゴールドバーグ Penny Goldberg         | 2018年 - 2020年    |
| （代行） |      | アート・クレイ Aart Kraay                     | 2020年             |
| 13       |      | カーメン・ラインハート Carmen Reinhart        | 2020年 - 2022年    |
| （代行） |      | アート・クレイ Aart Kraay                     | 2022年             |
| 14       |      | インダーミット・ギル Indermit Gill            | 2022年 -           |